# Andrei Pavel
Andrei Pavel (Constanţa, 27 de gener de 1974) és un extennista professional romanès. Actualment exerceix les funcions d'entrenador del compatriota Marius Copil.

## Palmarès: 9 (3−6)

### Individual: 9 (3−6)
| Llegenda (pre/post 2009)                                 |
| -------------------------------------------------------- |
| Grand Slams (0−0)                                        |
| Tennis Masters Cup / ATP Finals (0−0)                    |
| ATP Masters Series / ATP World Tour Masters 1000 (1−1)   |
| ATP International Series Gold / ATP World Tour 500 (1−0) |
| ATP International Series / ATP World Tour 250 (1−5)      |

| Títols per superfície |
| --------------------- |
| Dura (2−0)            |
| Gespa (0−1)           |
| Terra batuda (1−4)    |
| Moqueta (0−1)         |

| Resultat  | Núm. | Data                 | Torneig                         | Superfície   | Oponent en la final | Marcador      |
| --------- | ---- | -------------------- | ------------------------------- | ------------ | ------------------- | ------------- |
| Guanyador | 1.   | 13 d'abril de 1998   | Tòquio, Japó                    | Dura         | Byron Black         | 6−3, 6−4      |
| Finalista | 1.   | 26 d'abril de 1999   | Múnic, Alemanya                 | Terra batuda | Franco Squillari    | 4−6, 3−6      |
| Finalista | 2.   | 14 de juny de 1999   | 's-Hertogenbosch, Països Baixos | Gespa        | Patrick Rafter      | 6−3, 6−7, 4−6 |
| Guanyador | 2.   | 22 de maig de 2000   | Pörtschach, Àustria             | Terra batuda | Andrew Ilie         | 7−5, 3−6, 6−2 |
| Guanyador | 3.   | 30 de juliol de 2001 | Mont-real, Canadà               | Dura         | Patrick Rafter      | 7−6, 2−6, 6−3 |
| Finalista | 3.   | 27 d'octubre de 2003 | París, França                   | Moqueta      | Tim Henman          | 2−6, 6−7, 6−7 |
| Finalista | 4.   | 25 d'abril de 2005   | Múnic (2)                       | Terra batuda | David Nalbandian    | 4−6, 1−6      |
| Finalista | 5.   | 22 de maig de 2006   | Pörtschach                      | Terra batuda | Nikolai Davidenko   | 0−6, 3−6      |
| Finalista | 6.   | 23 de juliol de 2007 | Umag, Croàcia                   | Terra batuda | Carles Moyà         | 4−6, 2−6      |

### Dobles: 11 (6−5)
| Llegenda (pre/post 2009)                                 |
| -------------------------------------------------------- |
| Grand Slams (0−0)                                        |
| Tennis Masters Cup / ATP Finals (0−0)                    |
| ATP Masters Series / ATP World Tour Masters 1000 (0−0)   |
| ATP International Series Gold / ATP World Tour 500 (2−1) |
| ATP International Series / ATP World Tour 250 (4−4)      |

| Títols per superfície |
| --------------------- |
| Dura (1−2)            |
| Gespa (0−0)           |
| Terra batuda (5−2)    |
| Moqueta (0−1)         |

| Resultat  | Núm. | Data                   | Torneig                  | Superfície   | Parella         | Oponents en la final                   | Marcador            |
| --------- | ---- | ---------------------- | ------------------------ | ------------ | --------------- | -------------------------------------- | ------------------- |
| Guanyador | 1.   | 21 de setembre de 1998 | Bucarest, Romania        | Terra batuda | Gabriel Trifu   | George Cosac Dinu Pescariu             | 7−6(2), 7−6(4)      |
| Finalista | 1.   | 14 de febrer de 1999   | Sant Petersburg, Rússia  | Moqueta      | Menno Oosting   | Jeff Tarango Daniel Vacek              | 6−3, 3−6, 5−7       |
| Finalista | 2.   | 10 de gener de 2005    | Doha, Qatar              | Dura         | Mikhaïl Iujni   | Albert Costa Rafael Nadal              | 3−6, 6−4, 3−6       |
| Guanyador | 2.   | 31 de juliol de 2005   | Kitzbühel, Àustria       | Terra batuda | Leoš Friedl     | Christophe Rochus Olivier Rochus       | 6−2, 6−7(5), 6−0    |
| Finalista | 3.   | 18 de setembre de 2005 | Bucarest, Romania        | Terra batuda | Victor Hănescu  | José Acasuso Sebastián Prieto          | 3−6, 6−4, 3−6       |
| Guanyador | 3.   | 15 de gener de 2006    | Auckland, Nova Zelanda   | Dura         | Rogier Wassen   | Simon Aspelin Todd Perry               | 3−6, 7−5, [4−10]    |
| Guanyador | 4.   | 7 de maig de 2006      | Múnic, Alemanya          | Terra batuda | Alexander Waske | Alexander Peya Björn Phau              | 6−4, 6−2            |
| Guanyador | 5.   | 16 de juliol de 2006   | Gstaad, Suïssa           | Terra batuda | Jiří Novák      | Marco Chiudinelli Jean-Claude Scherrer | 6−3, 6−1            |
| Finalista | 4.   | 25 de febrer de 2007   | Rotterdam, Països Baixos | Dura         | Alexander Waske | Martin Damm Leander Paes               | 3−6, 7−6(5), [7−10] |
| Guanyador | 6.   | 29 d'abril de 2007     | Barcelona, Espanya       | Terra batuda | Alexander Waske | Rafael Nadal Bartomeu Salvà Vidal      | 6−3, 7−6(1)         |
| Finalista | 5.   | 23 de maig de 2009     | Kitzbühel                | Terra batuda | Horia Tecău     | Marcelo Melo André Sá                  | 7−6(9), 3−6, [7−10] |

## Trajectòria

### Individual
| Torneig | 1992 | 1993        | 1994        | 1995        | 1996 | 1997        | 1998        | 1999        | 2000 | 2001        | 2002        | 2003        | 2004 | 2005        | 2006        | 2007        | 2008 | 2009 | Títols | V − D   |
| --- | ---- | ----------- | ----------- | ----------- | ---- | ----------- | ----------- | ----------- | ---- | ----------- | ----------- | ----------- | ---- | ----------- | ----------- | ----------- | ---- | ---- | ------ | ------- |
| Open d'Austràlia | A    | A           | A           | A           | Q    | 1R          | A           | 4R          | A    | 2R          | 3R          | 1R          | 2R   | 2R          | 2R          | A           | 1R   | 1R   | 0 / 10 | 11 − 10 |
| Roland Garros | A    | A           | A           | A           | A    | 2R          | A           | 1R          | 1R   | 1R          | QF          | A           | 2R   | 2R          | 1R          | Q           | A    | 1R   | 0 / 9  | 6 − 9   |
| Wimbledon | A    | A           | Q           | A           | Q    | 2R          | 1R          | 1R          | 3R   | 1R          | 3R          | A           | 2R   | 2R          | 2R          | 2R          | A    | 1R   | 0 / 11 | 9 − 11  |
| US Open | A    | A           | Q           | A           | 1R   | 1R          | 1R          | 1R          | 4R   | 2R          | 1R          | A           | 4R   | 1R          | 1R          | 2R          | A    | 1R   | 0 / 11 | 8 − 11  |
| Jocs Olímpics | 1R   | No celebrat | No celebrat | No celebrat | 1R   | No celebrat | No celebrat | No celebrat | 1R   | No celebrat | No celebrat | No celebrat | 1R   | No celebrat | No celebrat | No celebrat | A    | NC   | 0 / 4  | 0 – 4   |
| Rànquing a final d'any | 489  | 311         | 408         | 214         | 135  | 118         | 68          | 41          | 27   | 28          | 26          | 69          | 18   | 80          | 113         | 75          | 1142 | 600  |        |         |
| Llegenda: G: Guanyador; F: Finalista; SF: Semifinalista; QF: Quarts de final; Q: Qualificació; A: Absent; RR: Round Robin; |      |             |             |             |      |             |             |             |      |             |             |             |      |             |             |             |      |      |        |         |